# Vitalijus
Vitalijus ist ein litauischer männlicher Vorname, abgeleitet von Vitalij. Die weibliche Form ist Vitalija.

## Namensträger
- Vitalijus Gailius (* 1969), Jurist und Politiker, Mitglied des Seimas
- Vitalijus Karpačiauskas (* 1966), Amateurboxer im Weltergewicht
- Vitalijus Majorovas (1961–1997), Schachspieler
- Vitalijus Satkevičius (* 1961), Politiker, Bürgermeister von Panevėžys
- Vitalijus Vaikšnoras (* 1961), Generalmajor und Generalstabschef